# Didessa
Didessa est une rivière située à l'ouest de l'Éthiopie, et un affluent du Nil Bleu. 

## Géographie
C'est un affluent de la rivière Abbay (ou Nil Bleu) qui prend sa source dans les montagnes de l'ancien royaume de Gomma et s'écoule au nord-ouest. Le bassin de la rivière Didessa se situe en partie dans la région Benishangul-Gumuz et en partie dans la région Oromia.
Elle est elle-même alimentée par plusieurs petites rivières ou ruisseaux tels que le Wam, l'Enareya, l'Aet et la rivière Hanger (ou Anger), en rive droite, et la rivière Dobana (ou Dabena) en rive gauche.
Le long de la rivière vit le peuple Gobato